# Ali G anda suelto
Ali G anda suelto (titulada originalmente Ali G Indahouse en inglés) es una película del año 2002 dirigida por Mark Mylod. El personaje principal es Ali G, interpretado por el cómico británico Sacha Baron Cohen. La película recibió una clasificación R (mayores de 18 años) por fuerte contenido sexual, penetrante humor crudo, lenguaje y drogas. El doblaje de la versión española fue llevado a cabo por los integrantes de  Gomaespuma.

## Trama
Ali G es el líder de “Da Staines occidental Massiv” (“Los chungos del oeste” en la versión española), una banda ficticia (cuyo color es el amarillo) compuesta por pandilleros que aspiran a ser gánsteres; Sus principales rivales son “Da Staines Orientales Massiv” (“Los chungos del este” que visten de azul). 
Los chungos del oeste entran en crisis al descubrir que su amado centro de ocio del barrio será demolido por el consejo local, por lo que deciden protestar. Después de una huelga de hambre y de ser visto encadenado a algunas barandillas por el canciller del Tesoro y el vice primer ministro “David Carlton”, se ve atraído por un mundo de intrigas políticas, ya que el vice primer ministro intenta utilizar a Ali como una herramienta para destruir la credibilidad del primer ministro. Ali se presenta como candidato para ser el próximo diputado por su barrio, logrando ganarse a la mayoría de los que cruzan su camino. Durante un debate con su candidato rival, Ali trata de insultar de forma desesperada a su rival al afirmar que "Se la chupó a un caballo", dando la casualidad de que, realmente, el rival lo hizo, por lo que debido al escándalo Ali gana el debate.
Saltándose el protocolo y las correcciones propias de un miembro del Parlamento, el comportamiento y las soluciones extravagantes de Ali parecen funcionar. A través de ideas tales como hacer un programa educativo basado en “las cosas de la calle” (matemáticas enfocadas al tráfico de drogas, por ejemplo)  y vetando el acceso a las inmigrantes poco atractivas al Reino Unido, Ali se vuelve increíblemente popular, satisfaciendo las intenciones del primer ministro y ascendiendo su porcentaje de popularidad en las encuestas hasta veintidós por ciento. Con esto el primer ministro se presta a salvar el centro de ocio de Ali. Ali acompaña al primer ministro a una conferencia de paz de las Naciones Unidas para evitar la guerra entre las naciones africanas francófonas de Chad y Burkina Faso. Los Estados Unidos y Rusia se alían y enfrentan a los respectivos países y ambos amenazan ataques nucleares. Ali se mete en el área de cáterin y pone una bolsa de marihuana en el té de los delegados. Tras servir el té, el efecto del cannabis hace que los dos presidentes opuestos se convierten en aliados. El primer ministro dice que Ali ha salvado al mundo. Sin embargo, la secretaria de Carlton, Kate Hedges, descubre lo que Ali ha hecho y recupera la bolsa vacía, que envía a la prensa. Al regresar al Reino Unido, Ali se ve obligado a abandonar el parlamento.
Antes de que la propuesta para salvar el Centro de Ocio se haga efectiva, un vídeo sale a la luz en el que Ali y su novia aparecen teniendo relaciones sexuales en la habitación del primer ministro. Dado que en el vídeo, Ali lleva puestos el sombrero y la chaqueta del primer ministro, los medios creen que el vídeo muestra al primer ministro con una prostituta, forzando su renuncia. Esto hace que Carlton sea nombrado primer ministro y su primera medida es la de ordenar la destrucción del centro de ocio. Esto se debe a que ha comprado todos los inmuebles y terrenos disponibles en el barrio de Ali con el fin de especular sobre estos y permitir la construcción de una nueva terminal para el aeropuerto de Heathrow. “Los chungos del oeste” y otras pandillas del barrio hacen las paces y se alían para ir a la mansión del primer ministro a robar la cinta completa del escándalo del primer ministro en la que se muestra que realmente es Ali el que tiene relaciones en ella, demostrando la inocencia del ex primer ministro. Finalmente y tras la ayuda inesperada de sus antiguos enemigos “Los chungos del este” consiguen los planos de la nueva terminal en lugar de la cinta y demuestran la inocencia del primer ministro original, salvando así el centro de ocio. Tras esto, el primer ministro en agradecimiento le ofrece a Ali la posibilidad de pedirle cualquier favor, convirtiendo a Ali en el nuevo embajador británico en Jamaica, por lo que vive feliz dando fiestas, fumando y cultivando cantidades enormes de marihuana. 
Durante los créditos, Ali vuelve a salir pidiéndole al público que recomiende la película e insultando a Harry Potter.

## Reparto
- Sacha Baron Cohen: Ali G y Borat Sagdiyev (diplomático de Kazajistán)
- Michael Gambon: Primer ministro
- Charles Dance: David Carlton
- Kellie Bright: Julie (novia de Ali G)
- Martin Freeman: Ricky C
- Rhona Mitra: Kate Hedges
- Barbara New: Nan
- Ray Panthaki: Hassan B
- Emilio Rivera: Rico
- Olegar Fedoro: Ministro Ruso
- Tony Way: Dave
- Isabelle Pasco: Suzy

## Miscelánea
El automóvil de Ali G es una versión modificada del Renault Supercinco GT Turbo de 1988.